# Apollo Applications Program

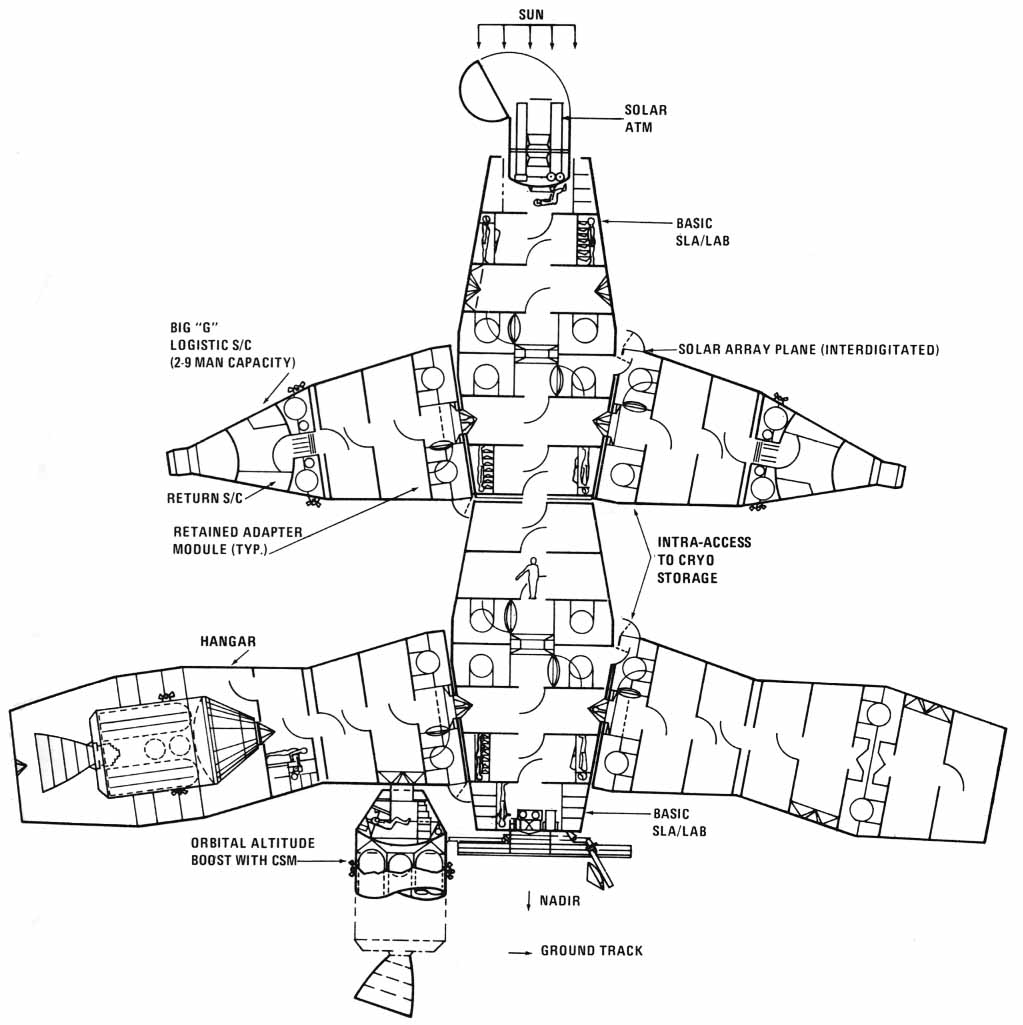
Exemple d'un projet de station spatiale en orbite autour de la terre par la NASA.

Pour les articles homonymes, voir Apollo.
Apollo Applications Program (« Programme des Applications Apollo ») abrégé en AAP est un programme spatial habité lancé par la NASA en 1968 qui devait constituer la suite du programme Apollo tout en exploitant le matériel  mis au point pour amener l'homme sur la Lune : le lanceur géant Saturn V, le module lunaire et le vaisseau spatial Apollo. Plusieurs projets ambitieux furent proposés, notamment des missions de séjour de longue durée sur la Lune, l'envoi d'un équipage sur le sol martien, la création d'une station spatiale et le survol de Vénus par une mission habitée. Mais les dirigeants politiques américains n'ont plus besoin après le débarquement réussi sur la Lune de démontrer la supériorité des États-Unis sur le rival soviétique. Par ailleurs, la crise économique et sociale que connaît alors le pays réduit les moyens financiers disponibles pour la conquête spatiale. Seul le programme de station spatiale trouvera une concrétisation dans une version allégée avec Skylab.

## Historique
La NASA se préoccupe dès 1963 de la suite à donner au programme Apollo. En 1965, l'agence crée une structure dédiée aux missions postérieures à celles déjà planifiées regroupées sous l'appellation Apollo Applications Program (AAP). La NASA propose plusieurs types de mission dont le lancement en orbite d'une station spatiale, des séjours prolongés sur la Lune mettant en œuvre plusieurs nouveaux modules dérivés du LEM, une mission habitée vers Mars, le survol de Vénus par une mission habitée, etc. Mais les objectifs scientifiques trop vagues ne réussissent pas à convaincre le Congrès américain beaucoup moins motivé par les programmes spatiaux « post-Apollo ». Par ailleurs, les priorités des États-Unis ont changé : les dispositifs sociaux mis en place par le président Lyndon Johnson dans le cadre de sa guerre contre la pauvreté (Medicare et Medicaid) et surtout un conflit vietnamien qui s'enlise prélèvent une part croissante du budget. Ce dernier ne consacre aucun fonds à l'AAP pour les années 1966 et 1967. Les budgets votés par la suite ne permettront de financer que le lancement de la station spatiale Skylab réalisée en utilisant un troisième étage de la fusée Saturn V.
En 1970, le programme Apollo lui-même est touché par les réductions budgétaires : la dernière mission planifiée (Apollo 20) est annulée tandis que les vols restants sont étalés jusqu'en 1974. La NASA doit se préparer à se séparer de 50 000 de ses employés et sous-traitants (sur 190 000) tandis que l'on annonce l'arrêt définitif de la fabrication de la fusée Saturn V qui ne survivra donc pas au programme. Un projet de mission habité vers Mars (pour un coût compris entre trois et cinq fois celui du programme Apollo) proposé par un comité d'experts sollicité par le nouveau président républicain Richard Nixon ne reçoit aucun appui ni dans la communauté des scientifiques ni dans l'opinion publique et est rejeté par le Congrès sans débat,. L'annulation des missions laisse trois fusées Saturn V inutilisées dont l'une permettra néanmoins de lancer la station spatiale Skylab, seule concrétisation du programme AAP.